# Judo alla XXX Universiade
Gli incontri di judo della XXX Universiade si svolgeranno alla Mostra d'Oltremare (Padiglione 6) di Napoli, dal 4 al 7 luglio 2019.

## Podi

### Uomini
| Evento                   | Oro                                                                                  | Argento                                                                    | Bronzo                                                                                   |
| Fino a 66 kg (dettagli)  | Moldavia Denis Vieru                                                                 | Giappone Ranto Katsura                                                     | Brasile Willian Lima                                                                     |
| Fino a 66 kg (dettagli)  | Moldavia Denis Vieru                                                                 | Giappone Ranto Katsura                                                     | Russia Ismail Chasygov                                                                   |
| 66-73 kg (dettagli)      | Russia Evgenii Prokopchuk                                                            | Azerbaigian Hidayat Heydarov                                               | Corea del Nord Kim Chol-gwang                                                            |
| 66-73 kg (dettagli)      | Russia Evgenii Prokopchuk                                                            | Azerbaigian Hidayat Heydarov                                               | Uzbekistan Khikmatillokh Turaev                                                          |
| 73-81 kg (dettagli)      | Giappone Hikaru Tomokiyo                                                             | Corea del Sud Lee Moon-jin                                                 | Moldavia Dorin Gotonoaga                                                                 |
| 73-81 kg (dettagli)      | Giappone Hikaru Tomokiyo                                                             | Corea del Sud Lee Moon-jin                                                 | Georgia T'at'o Grigalashvili                                                             |
| 81-90 kg (dettagli)      | Austria Johannes Pacher                                                              | Georgia Lasha Bekauri                                                      | Brasile Gustavo Assis                                                                    |
| 81-90 kg (dettagli)      | Austria Johannes Pacher                                                              | Georgia Lasha Bekauri                                                      | Ungheria Krisztián Tóth                                                                  |
| Oltre i 90 kg (dettagli) | Russia Ruslan Shakhbazov                                                             | Giappone Kanta Nakano                                                      | Corea del Sud Kim Min-jong                                                               |
| Oltre i 90 kg (dettagli) | Russia Ruslan Shakhbazov                                                             | Giappone Kanta Nakano                                                      | Uzbekistan Mukhammadkarim Khurramov                                                      |
| Open (dettagli)          | Kazakistan Galymzhan Krikbay                                                         | Francia Hadrian Livolsi                                                    | Paesi Bassi Jur Spijkers                                                                 |
| Open (dettagli)          | Kazakistan Galymzhan Krikbay                                                         | Francia Hadrian Livolsi                                                    | Uzbekistan Davlat Bobonov                                                                |
| A squadre (dettagli)     | Russia Abas Azizov Ismail Chasygov Roman Dontsov Evgeny Prokopchuk Ruslan Shakhbazov | Corea del Sud Kang Heon-cheol Kim Min-jong Kim Tae-ho Lee Moon-jin Shin Ho | Azerbaigian Ibrahim Aliyev Murad Fatiyev Hidayat Heydarov Rustam Kotsoiev Aliumar Tumaev |
| A squadre (dettagli)     | Russia Abas Azizov Ismail Chasygov Roman Dontsov Evgeny Prokopchuk Ruslan Shakhbazov | Corea del Sud Kang Heon-cheol Kim Min-jong Kim Tae-ho Lee Moon-jin Shin Ho | Giappone Hideyuki Ishigooka Ranto Katsura Kanta Nakano Goki Tajima Hikaru Tomokiyo       |

### Donne
| Evento                   | Oro                                                                   | Argento                                                                                   | Bronzo                                                                          |
| Fino a 52 kg (dettagli)  | Giappone Ryoko Takeda                                                 | Corea del Sud Park Da-sol                                                                 | Uzbekistan Diyora Keldiyorova                                                   |
| Fino a 52 kg (dettagli)  | Giappone Ryoko Takeda                                                 | Corea del Sud Park Da-sol                                                                 | Russia Daria Bobrikova                                                          |
| 52-57 kg (dettagli)      | Giappone Kana Tomizawa                                                | Francia Gaetane Debertd                                                                   | Russia Natalia Golomidova                                                       |
| 52-57 kg (dettagli)      | Giappone Kana Tomizawa                                                | Francia Gaetane Debertd                                                                   | Corea del Sud Kim Ji-su                                                         |
| 57-63 kg (dettagli)      | Giappone Nana Kota                                                    | Paesi Bassi Geke van den Berg                                                             | Russia Kamila Badurova                                                          |
| 57-63 kg (dettagli)      | Giappone Nana Kota                                                    | Paesi Bassi Geke van den Berg                                                             | Mongolia Baasanjargal Bayartbat                                                 |
| 63-70 kg (dettagli)      | Giappone Shiho Tanaka                                                 | Russia Madina Taimazova                                                                   | Ucraina Hanna Antykalo                                                          |
| 63-70 kg (dettagli)      | Giappone Shiho Tanaka                                                 | Russia Madina Taimazova                                                                   | Germania Sarah Makelburg                                                        |
| Oltre i 70 kg (dettagli) | Corea del Sud Han Mi-jin                                              | Giappone Maya Akiba                                                                       | Russia Anna Gushchina                                                           |
| Oltre i 70 kg (dettagli) | Corea del Sud Han Mi-jin                                              | Giappone Maya Akiba                                                                       | Turchia Sebile Akbulut                                                          |
| Open (dettagli)          | Giappone Maya Akiba                                                   | Corea del Sud Han Mi-jin                                                                  | Turchia Sebile Akbulut                                                          |
| Open (dettagli)          | Giappone Maya Akiba                                                   | Corea del Sud Han Mi-jin                                                                  | Brasile Sibilla Faccholli                                                       |
| A squadre (dettagli)     | Giappone Maya Akiba Nana Kota Ryoko Takeda Shiho Tanaka Kana Tomizawa | Russia Kamila Badurova Daria Bobrikova Natalia Golomidova Anna Gushchina Madina Taimazova | Germania Renee Lucht Sarah Maekelburg Lara Reimann Pauline Starke Annika Würfel |
| A squadre (dettagli)     | Giappone Maya Akiba Nana Kota Ryoko Takeda Shiho Tanaka Kana Tomizawa | Russia Kamila Badurova Daria Bobrikova Natalia Golomidova Anna Gushchina Madina Taimazova | Corea del Sud Han Hee-ju Han Mi-jin Kim Ji-su Lee Ye-won Park Da-sol            |

## Medagliere
| Pos.   | Paese          |    |    |    | Totale |
| ------ | -------------- | -- | -- | -- | ------ |
| 1      | Giappone       | 7  | 3  | 1  | 11     |
| 2      | Russia         | 3  | 2  | 5  | 10     |
| 3      | Corea del Sud  | 1  | 4  | 3  | 8      |
| 4      | Moldavia       | 1  | 0  | 1  | 2      |
| 5      | Austria        | 1  | 0  | 0  | 1      |
| 5      | Kazakistan     | 1  | 0  | 0  | 1      |
| 7      | Francia        | 0  | 2  | 0  | 2      |
| 8      | Georgia        | 0  | 1  | 1  | 2      |
| 8      | Azerbaigian    | 0  | 1  | 1  | 2      |
| 8      | Paesi Bassi    | 0  | 1  | 1  | 2      |
| 11     | Uzbekistan     | 0  | 0  | 4  | 4      |
| 12     | Brasile        | 0  | 0  | 3  | 3      |
| 13     | Germania       | 0  | 0  | 2  | 2      |
| 13     | Turchia        | 0  | 0  | 2  | 2      |
| 15     | Ungheria       | 0  | 0  | 1  | 1      |
| 15     | Mongolia       | 0  | 0  | 1  | 1      |
| 15     | Ucraina        | 0  | 0  | 1  | 1      |
| 15     | Corea del Nord | 0  | 0  | 1  | 1      |
| Totale | Totale         | 14 | 14 | 28 | 56     |